# Actinothoe pellucida
Actinothoe pellucida is een zeeanemonensoort uit de familie van de Sagartiidae. De wetenschappelijke naam van de soort is voor het eerst geldig gepubliceerd in 1851 door Cocks.